# Mott-Schottky-Diagramm
Das Mott-Schottky-Diagramm (nach Nevill Francis Mott und  Walter Schottky) wird in der Photoelektrochemie genutzt, um den Kehrwert des Quadrats der elektrischen Kapazität {\displaystyle (1/C^{2})} in Abhängigkeit von der Potenzialdifferenz zwischen einem Halbleiter und einem Elektrolyt darzustellen. In vielen Theorien und bei vielen experimentellen Messungen zeigt das Diagramm lineare Kurven. Daher lassen sich aus den Mott-Schottky-Diagrammen typische Systemeigenschaften, wie Flachbandspannung, Dotierungsdichte oder Helmholtzschicht-Kapazität, bestimmen. Dies wird als Mott-Schottky-Analyse bezeichnet.

## Theorie und Herleitung der Mott-Schottky-Gleichung

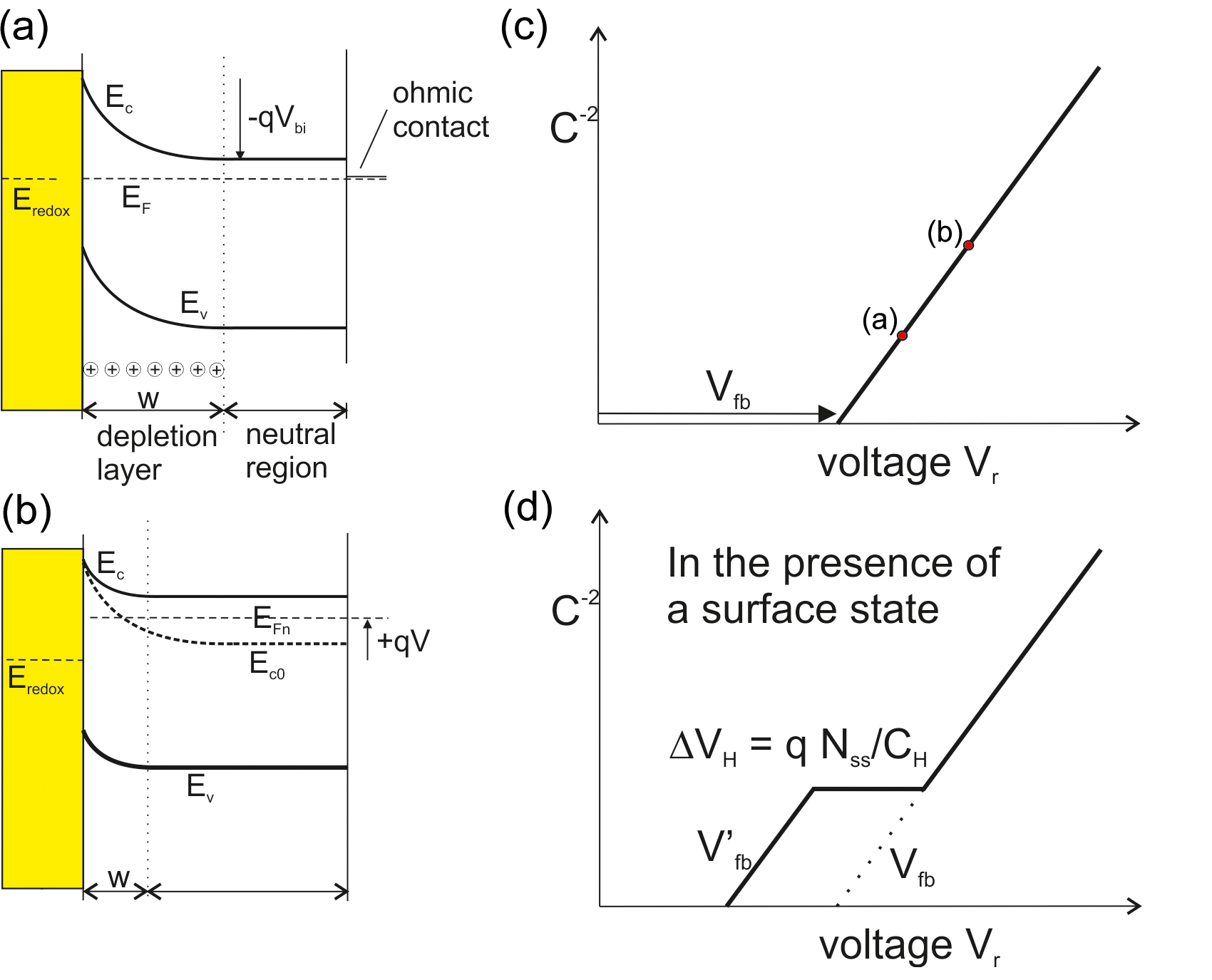
Abbildung 1: (a) Zeigt ein Energiebanddiagramm eines n-Typ-Halbleiters in Kontakt mit einem Redoxelektrolyten auf der linken Seite (gelb) und mit einem metallischen ohmschen Kontakt auf der rechten Seite. E_{c} ist die Leitungsbandkantenenergie, E_{v} ist die Valenzbandenergie des Halbleiters. Durch den Ausgleich des Fermi-Niveaus im Halbleiter, E_{F}, und der Redoxenergie des Elektrolyten, E_{redox}, bildet sich eine Schottky-Barriere an der Halbleiter-Elektrolyt-Grenzfläche. Die vertikale Größe der Barriere im Energiebanddiagramm entspricht dem eingebauten Potential V_{bi}. In der Raumachse entsteht durch den Ausgleich der Fermi-Niveaus ein Raumladungsgebiet oder Verarmungsgebiet der Größe w. Eine an den Rückkontakt in (b) angelegte positive Spannung V_{r} hebt das Fermi-Niveau der Elektronen E_{Fn} an und verringert die Größe des Verarmungsgebiets. Infolgedessen nimmt die Kapazität des Übergangs zu und die reziproke quadratische Kapazität nimmt ab, so dass sich in (c) ein linearer Verlauf im Mott-Schottky-Diagramm ergibt. Der Schnittpunkt mit der x-Achse zeigt die Flachband-Situation, die das eingebaute Potenzial in Abhängigkeit von der Bezugsspannung auf der Elektrolytseite offenbart. (d) Bei Vorhandensein eines Oberflächenzustands der Dichte N_{ss} wird das Fermi-Niveau entladen, wenn es das Niveau des Bandlückenzustands erreicht, und es entsteht ein Plateau, das vom Wert der Helmholtzschichtkapazität C_{H} auf der Elektrolytseite des Übergangs abhängt. Wenn der Oberflächenzustand aufgeladen ist, setzen sich der lineare Zusammenhang im Diagramm fort, aber die Flachbandspannung ändert sich je nach dem Ausmaß der Entladung des Fermi-Niveaus. Angepasst von

Betrachtet man den in Abb. 1a und 1b dargestellten Übergang zwischen einem Elektrolyt und einem homogenen n-Typ-Halbleiter, ist bei extern angelegter Vorspannung {\displaystyle U} die Größe der Verarmungsschicht {\displaystyle w}
{\displaystyle w={\sqrt {{\frac {2\varepsilon }{{\mathit {q}}{\mathit {N}}_{D}}}\left(U+{U}_{\text{D}}\right)}}}.
Hierbei ist {\displaystyle \varepsilon =\varepsilon _{\text{r}}\varepsilon _{0}} die Dielektrizitätskonstante des Halbleiters, {\displaystyle q} die Elementarladung, {\displaystyle {N}_{D}} die Dotierungsdichte im Halbleiter und {\displaystyle {U}_{\text{D}}} die Diffusionsspannung (engl. build-in potential, {\displaystyle {V}_{\text{bi}}}). Das Vorzeichen der anliegenden Spannung {\displaystyle U} wurde dabei so gewählt, dass eine negative Spannung der Diffusionsspannung entgegengerichtet ist und somit die Potenzialdifferenz reduziert, damit entgegengesetzt zur typischen Definition bei p-n-Übergängen.
Die Verarmungszone enthält positive Ladung, die durch ionische negative Ladung an der Halbleiteroberfläche (auf der Seite des flüssigen Elektrolyten) ausgeglichen wird. Die Ladungstrennung bildet einen dielektrischen Kondensator an der Grenzfläche ähnlich dem eines Metall-Halbleiter-Kontakts (auch Schottky-Kontakt genannt). Wir berechnen die Kapazität für eine Elektrodenfläche {\displaystyle A}
{\displaystyle {\begin{aligned}C&={\frac {\partial {Q}}{\partial {U}}}\\&={\mathit {q}}{\mathit {N}}_{D}A{\frac {\partial w}{\partial U}}\\&=qN_{D}A{\frac {1}{2}}\left({\frac {2\varepsilon }{qN_{D}}}\right)^{\frac {1}{2}}(U+{U}_{\text{D}})^{-{\frac {1}{2}}}\\&=A\left({\frac {qN_{D}\varepsilon }{2(U+{U}_{\text{D}})}}\right)^{\frac {1}{2}}\\\end{aligned}}}
Durch Umformen erhält man
{\displaystyle {C}^{-2}={\frac {2}{{\mathit {qA}}^{2}{\mathit {\varepsilon N}}_{D}}}\left(U+{U}_{\text{D}}\right)}.
Daher ist eine Darstellung der reziproken quadratischen Kapazität eine lineare Funktion der extern angelegten Spannung, die das Mott-Schottky-Diagramm darstellt, wie in Abb. 1c gezeigt. Durch die Vorzeichenwahl ergibt sich für den Flachbandfall, bei der sich keine Raumladungszone ausbildet, die ebenfalls übliche Form:
{\displaystyle {C}^{-2}={\frac {2}{{\mathit {qA}}^{2}{\mathit {\varepsilon N}}_{D}}}\left(U-{U}_{\text{FB}}\right)}
mit der Flachbandspannung {\displaystyle {U}_{\text{FB}}=-{U}_{\text{D}}}.
Eine genauere Analyse unter Berücksichtigung der Elektronenstatistik (Fermi-Dirac-Statistik) liefert folgendes Ergebnis für die Größe des Verarmungsbereichs
{\displaystyle w={\sqrt {{\frac {2\varepsilon }{{\mathit {qN}}_{D}}}\left(U+{U}_{\text{D}}-{\frac {{k}_{\text{B}}T}{q}}\right)}}} .
Hierbei ist {\displaystyle k_{\text{B}}} die Boltzmann-Konstante und {\displaystyle T} die absolute Temperatur.
Die Mott-Schottky-Gleichung lautet in diesem Fall
{\displaystyle {C}^{-2}={\frac {2}{{\mathit {qA}}^{2}{\mathit {\varepsilon N}}_{D}}}\left(U+{U}_{\text{D}}-{\frac {{k}_{\text{B}}T}{q}}\right)={\frac {2}{{\mathit {qA}}^{2}{\mathit {\varepsilon N}}_{D}}}\left(U-{U}_{\text{FB}}-{\frac {{k}_{\text{B}}T}{q}}\right)}.
Wenn die Grenzflächenbarriere in der Größenordnung {\displaystyle {k}_{\text{B}}T} liegt, ist bei der Interpretation der Kapazitätsmessung besondere Vorsicht geboten. Bei diesen kleinen Spannungen bildet die Kapazität nämlich eine Spitze, die zur Bestimmung der Diffusionsspannung verwendet werden kann.

## Mott-Schottky-Analyse und weiterführende Methoden

Abbildung 2. Mott-Schottky-Diagramm einer mit Fluor dotierten Zinnoxid (FTO)-Halbleiterelektrode, gemessen in wässrigem Elektrolyt bei verschiedenen pH-Werten, im Vergleich zu einer Standard-Ag/AgCl-Elektrode. Eine Änderung des pH-Wertes verändert das scheinbare Flachbandpotential um 570 mV, was einer Verschiebung von 59 mV pro pH-Einheit entspricht. Aus der Steigung wird die Donordichte N_{D} = 1,1×10^{21} cm^{−3} bestimmt. Anschließend wird dieselbe Probe gemessen, nachdem nanostrukturiertes TiO_{2} auf die FTO aufgebracht wurde. Die beobachtete Änderung der Steigung ist auf die Verringerung der Oberfläche im direkten Kontakt mit dem Elektrolyten zurückzuführen.

Die Darstellung im Mott-Schottky-Diagramm liefert uns zwei wichtige Informationen:
- Die Steigung ergibt die Dotierungsdichte {\displaystyle {N}_{D}} des Halbleiters (vorausgesetzt, die Dielektrizitätskonstante ist bekannt).
- Der Schnittpunkt mit der U-Achse liefert die Diffusionsspannung {\displaystyle {U}_{\text{D}}} bzw. die entgegengesetzte Flachbandspannung {\displaystyle {U}_{\text{FB}}} (da hier die Oberflächenbarriere abgeflacht wurde) und ermöglicht die Bestimmung des Halbleiter-Leitungsbandniveaus in Bezug auf das Referenzpotenzial.

Bei Flüssigkeitsübergängen ist die Referenz für das Potenzial normalerweise eine Standard-Referenzelektrode. Bei Festkörperübergängen kann das Fermi-Niveau des Metalls als Referenz genommen werden, wenn die Arbeitsfunktion bekannt ist, die ein vollständiges Energiediagramm in der physikalischen Skala liefert. Das Mott-Schottky-Diagramm ist empfindlich gegenüber der Elektrodenoberfläche in Kontakt mit der Lösung, siehe Abbildung 2.
Die Mott-Schottky-Analyse kann ein variables Dotierungsprofil im Halbleiter allgemeiner wie folgt auflösen
{\displaystyle {\frac {d\left({C}^{-2}\right)}{{\text{d}}{\mathit {V}}}}={\frac {2}{{\mathit {qA}}^{2}{\mathit {\varepsilon N}}_{D}\left(w\right)}}}.
Die Ableitung ergibt die Dotierung am Rande des Verarmungsbereichs, {\displaystyle {N}_{D}\left(w\right)}. Diese Methode bietet nur eine räumliche Auflösung in der Größenordnung einer Debye-Länge {\displaystyle {\lambda }_{D}}.
In Systemen, in denen mehr als ein Prozess eine wesentliche kinetische Reaktion hervorruft, ist es notwendig, die elektrochemische Impedanzspektroskopie einzusetzen, die die verschiedenen Kapazitäten im System auflöst. Beispielsweise zeigen die Spektren bei Vorhandensein eines Oberflächenzustands an der Halbleiter-Elektrolyt-Grenzfläche zwei Bögen, einen bei niedriger und einen bei hoher Frequenz. Die Verarmungskapazität, die zum Mott-Schottky-Diagramm führt, befindet sich im Hochfrequenzbogen, da die Verarmungskapazität eine dielektrische Kapazität ist. Andererseits entspricht die niederfrequente Eigenschaft der chemischen Kapazität der Oberflächenzustände. Die Aufladung der Oberflächenzustände erzeugt ein Plateau, wie in Abb. 1d dargestellt. In ähnlicher Weise wirken sich Defektniveaus in der Lücke auf die Änderungen von Kapazität und Leitfähigkeit aus.
Eine weitere weit verbreitete Methode zur Abtastung tiefer Niveaus in Schottky-Barrieren wird als Admittanzspektroskopie bezeichnet und besteht in der Messung der Kapazität bei einer festen Frequenz unter Variation der Temperatur.
Mit Hilfe der Oberflächenphotospannungsmessung oder potentiostatisch induzierten Burstein-Moss-Verschiebungen kann die Lage der Bandkanten bestimmt werden.